# Quello che non so di te (singolo)
Quello che non so di te è un singolo del cantautore italiano Motta, pubblicato il 18 giugno 2021 come secondo estratto dall'album Semplice.

## Descrizione
Il brano è una celebrazione dell'amicizia e una riflessione sugli anni della crescita. L'autore ha detto in proposito: «passare una vita a crescere per cercare di capire come si può tornare ad essere bambini. Uno sfogo personale che riprende musicalmente quello che facevo quando ho iniziato a suonare con i Criminal Jokers. Ne avevo bisogno».